# ريتشي فالنس
ريتشي فالنس (بالإنجليزية: Ritchie Valens)‏ مؤلف للأغاني وعازف للغيتار ومطرب ولد سنة 1941 وتوفي سنة 1959.

## حياته
ولد ريتشي فالنس في 13 مايو 1941 وتنحدر اسرته من أصول مكسيكية.
بدأت موهبة ريتشي الفنية منذ سن ال15 عاماً منذ ان كان عاملاً يدوياً مهاجر في الولايات المتحدة ويعيش مع والدته وأخوه غير الشقيق في مخيم للمهاجرين. ومع بداية ظهور موهبته الموسيقية بدأت أسرته في تشجيعه على الإستمرار وبدأ في كسب جمهور كبير من المستمعين والمحبين.
وتعاون ريتشي خلال حياته الفنية القصيرة مع أشهر المنتجين الموسيقيين وقام بالظهور في فيلم للمراهقين وغنى به أغنية شهيرة "la Bamba" التي أصبحت من أشهر الاغاني في التاريخ المعاصر.
توفى في 03 فبراير 1959 في حادث تحطم الطائرة التي كان يستقلها ولم يتعد عمره أنذاك 17 عاماً.

## الفيلم
تم إنتاج فيلم باسم اغنيته «لابامبا» ويحكي الفيلم القصة الحقيقية لحياة هذا المغني لموسيقى الروك أند رول.

## روابط
- لابامبا

## روابط خارجية
- ريتشي فالنس على موقع IMDb (الإنجليزية)
- ريتشي فالنس على موقع الموسوعة البريطانية (الإنجليزية)
- ريتشي فالنس على موقع روتن توميتوز (الإنجليزية)
- ريتشي فالنس على موقع ميوزك برينز (الإنجليزية)
- ريتشي فالنس على موقع إن إن دي بي (الإنجليزية)
- ريتشي فالنس على موقع أول ميوزيك (الإنجليزية)
- ريتشي فالنس على موقع ديسكوغز (الإنجليزية)
- ريتشي فالنس على موقع قاعدة بيانات الفيلم (الإنجليزية)